# Ceresium ludificum
Ceresium ludificum là một loài bọ cánh cứng trong họ Cerambycidae.